# أنخيل كيولار
أنخيل كيولار (بالإسبانية: Ángel Cuéllar) هو لاعب كرة قدم إسباني، ولد في 13 سبتمبر 1972 في فيلافرانكا دي لوس باروس في إسبانيا. شارك مع منتخب إسبانيا تحت 16 سنة لكرة القدم ومنتخب إسبانيا تحت 18 سنة لكرة القدم ومنتخب إسبانيا تحت 20 سنة لكرة القدم ومنتخب إسبانيا تحت 23 سنة لكرة القدم ومنتخب إسبانيا لكرة القدم. أما مع النوادي، فقد لعب مع خيمناستيك طركونة وراسينغ فيرول وريال بيتيس ونادي برشلونة ونادي لوغو ونادي ليفانتي.

## وصلات خارجية
- أنخيل كيولار على موقع الاتحاد الدولي (مؤرشف)  (الإنجليزية)
- أنخيل كيولار على موقع قاعدة بيانات كرة القدم.إي يو (الإنجليزية)
- أنخيل كيولار على موقع ناشيونال فوتبول تيمز (الإنجليزية)
- أنخيل كيولار على موقع عالم كرة القدم.نت (الإنجليزية)